# Moerasplakkaatmos
Moerasplakkaatmos (Pellia neesiana) is een soort levermos uit het geslacht plakkaatmos (Pellia). 

## Determinatie
Het omwindsel is kort, scheef buisvormig, ongetand en tweehuizig.

## Ecologie
Het komt o.a. voor in laagveengebieden, waar het wordt gevonden op grof strooisel in rietlanden en trilvenen. Daarnaast komt het levermos op de hogere zandgronden voor langs greppels, beken en holle wegen.

## Fotogalerij

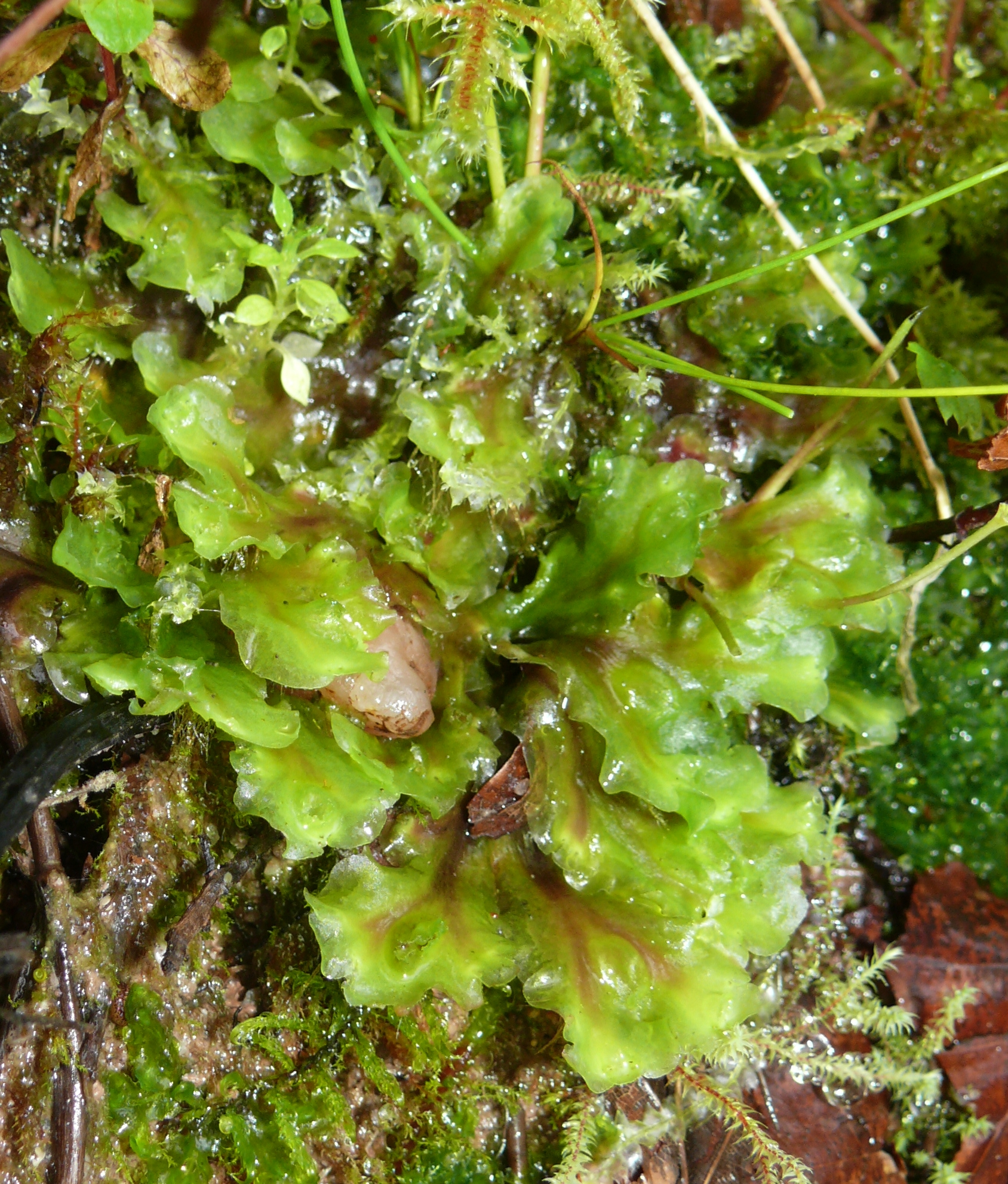
Mannelijk
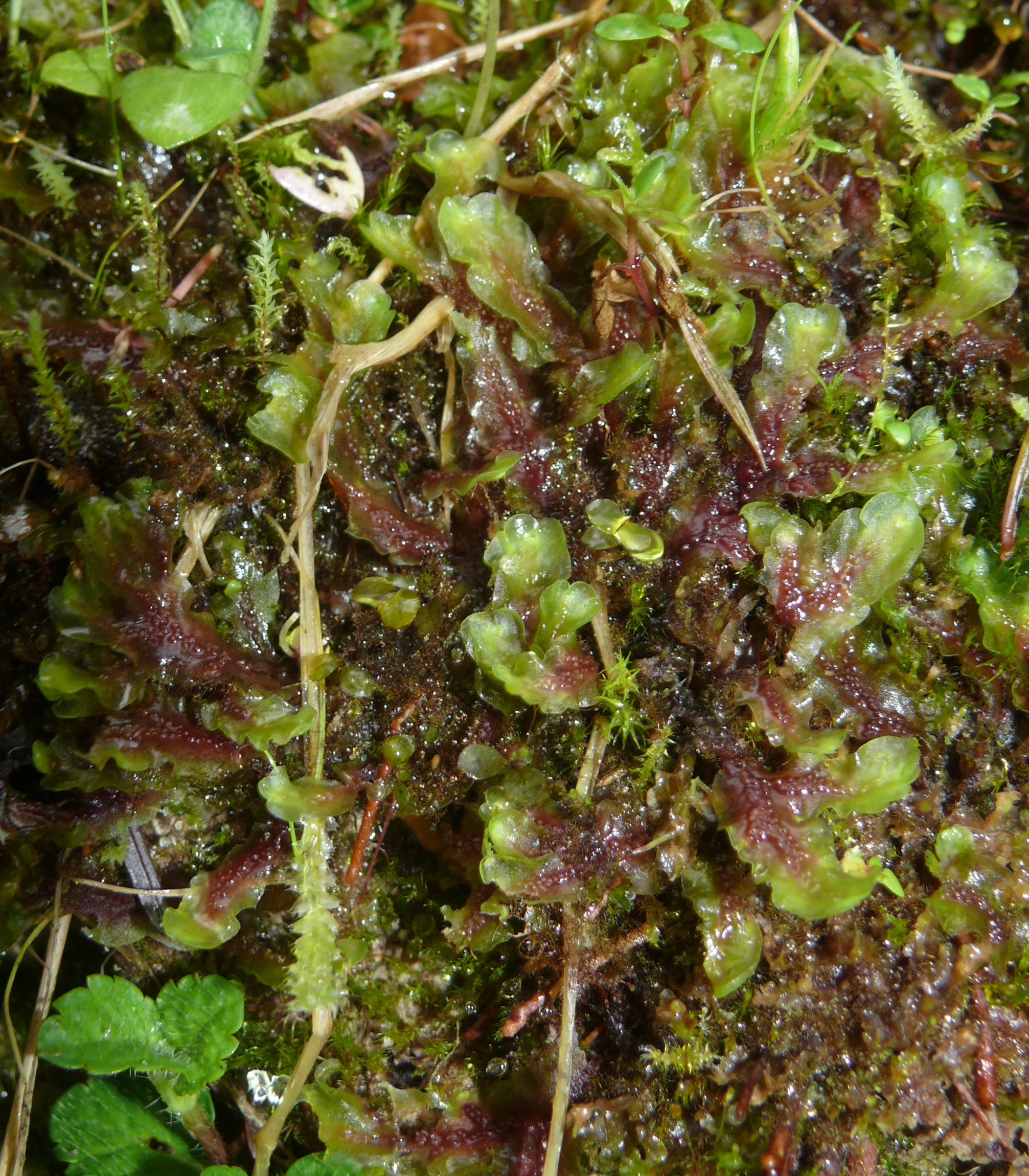
Vrouwelijk
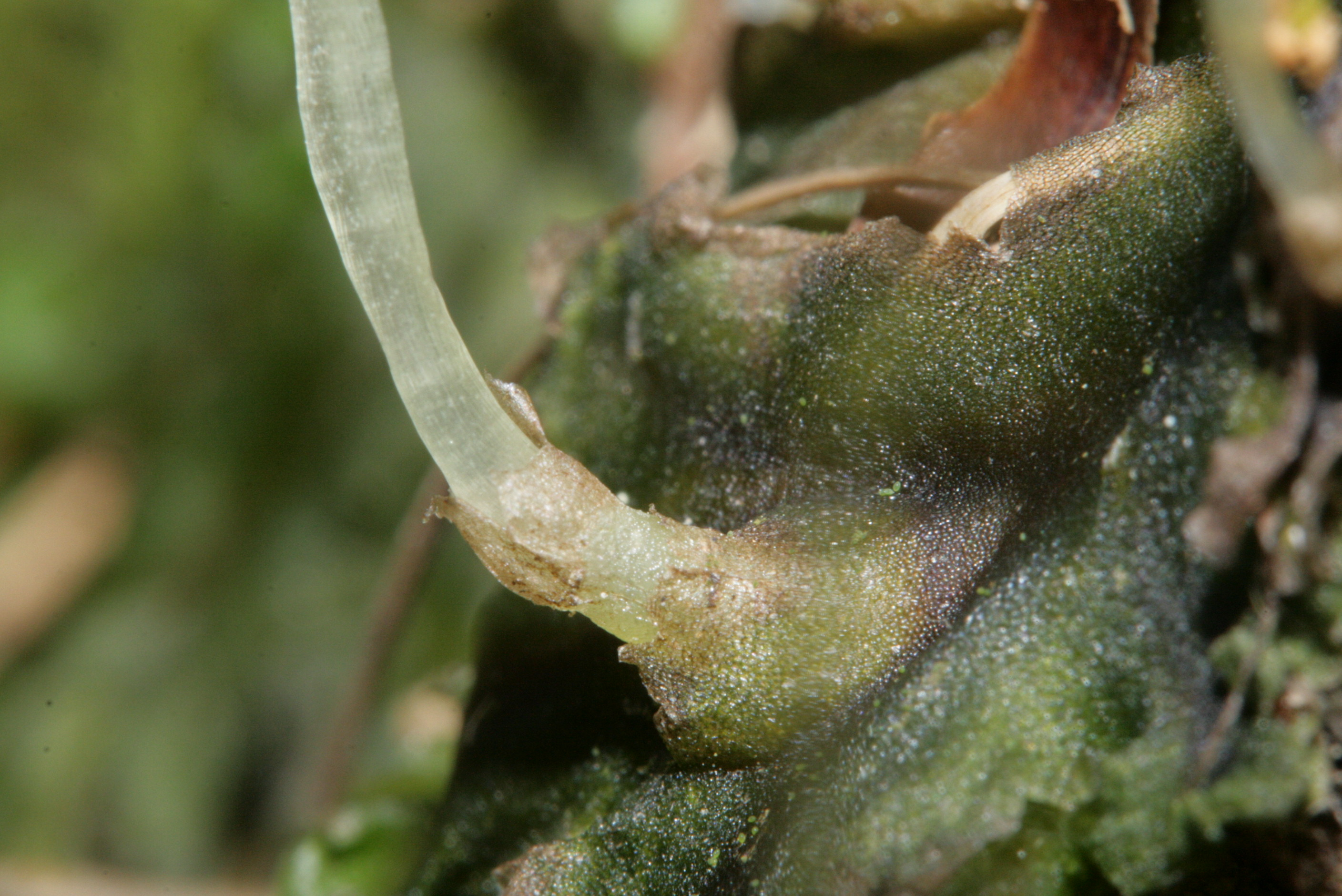
Aanhechting van sporofyt in thallus
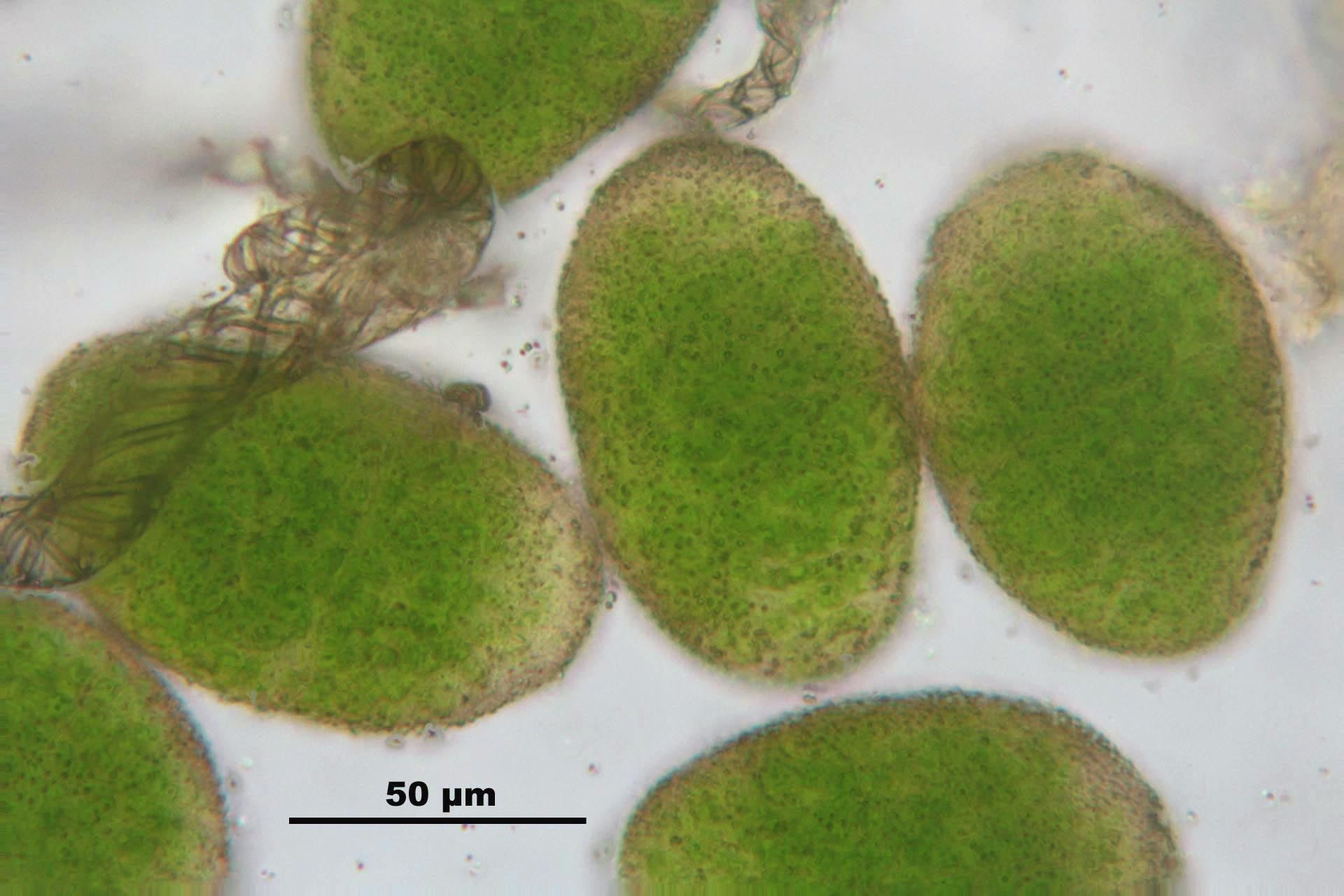
Sporen